# Iconoclast
Albums de Symphony X
Paradise Lost
(2007) Underworld
(2015)
Iconoclast est le huitième album studio du groupe de metal Symphony X, sorti en 2011 chez Nuclear Blast.
Il est sorti en version CD simple, ainsi qu'en édition spéciale digipack de deux CD avec trois pistes supplémentaires.
L'illustration de la couverture de l'album a été réalisée par Warren Flanagan, qui a déjà travaillé sur leur précédent album Paradise Lost.

## Liste des titres

### Édition classique
1. Iconoclast (10:53)
2. The End of Innocence (5:29)
3. Dehumanized (6:49)
4. Bastards of the Machine (4:58)
5. Heretic (6:26)
6. Children of a Faceless God (6:22)
7. Electric Messiah (6:15)
8. Prometheus (I Am Alive) (6:48)
9. When All Is Lost (9:10)

### Édition spéciale

#### Disque 1
1. Iconoclast (10:53)
2. The End of Innocence (5:29)
3. Dehumanized (6:49)
4. Bastards of the Machine (4:58)
5. Heretic (6:26)
6. Children of a Faceless God (6:22)
7. When All Is Lost (9:10)

#### Disque 2
1. Electric Messiah (6:15)
2. Prometheus (I Am Alive) (6:48)
3. Light Up the Night (5:05)
4. The Lord of Chaos (06:11)
5. Reign in Madness (08:37)

## Personnel
- Russell Allen - Chant
- Michael Romeo - Guitares
- Michael Pinnella - Claviers
- Michael Lepond - Basse
- Jason Rullo - Batterie